# Palazzo Torfanini

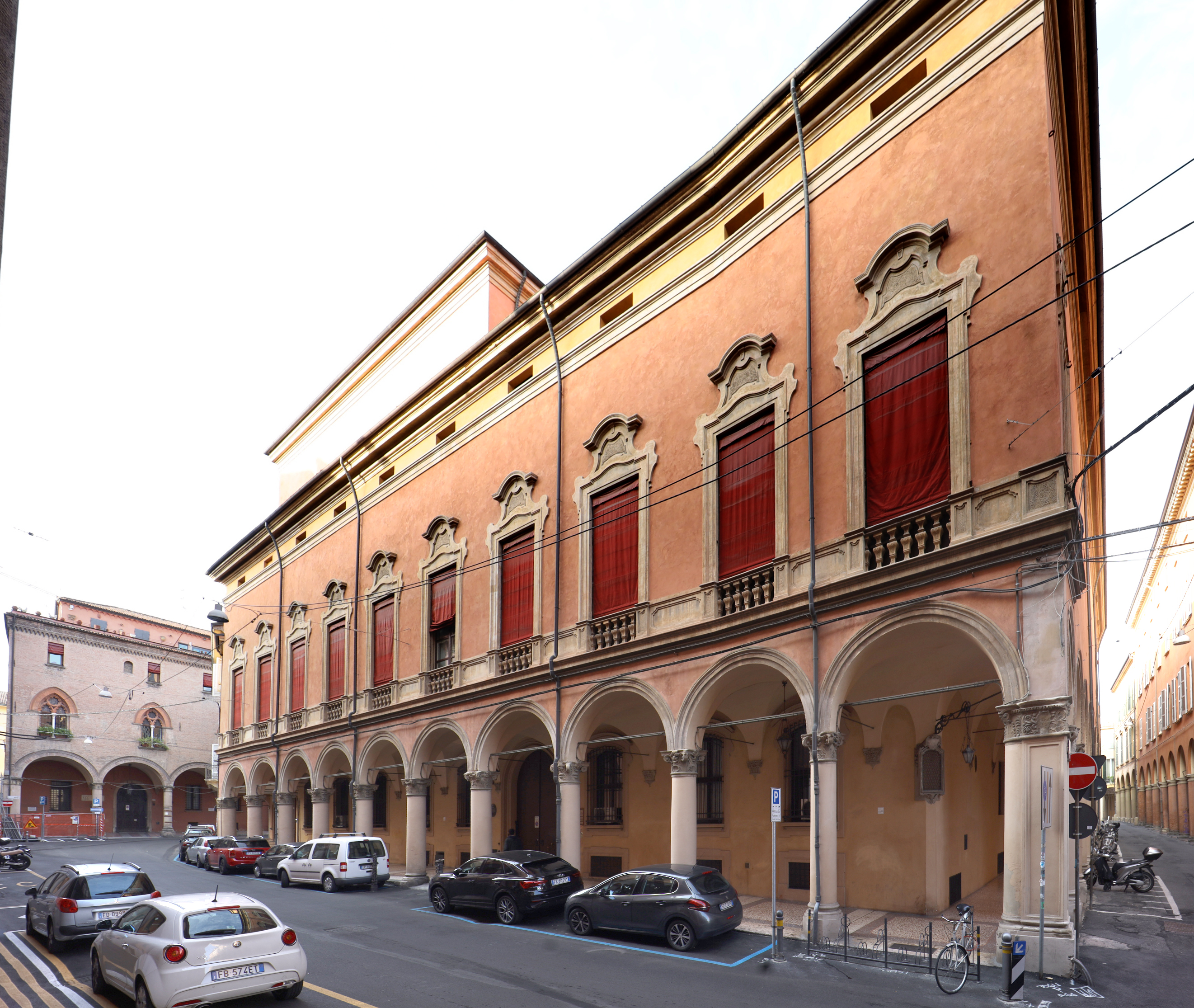
Palazzo Torfanini

Der Palazzo Torfanini, auch Palazzo Zucchini Solimei, ist ein historischer Palast in der Via Galliera 4 im Zentrum von Bologna in der italienischen Region Emilia-Romagna.

## Geschichte
Den Palast ließ Bartolomeo Torfanini, apostolischer Pronotar, in der ersten Hälfte des 16. Jahrhunderts erbauen; um 1544 wurde das Gebäude, wie eine Inschrift auf den Kapitellen kundgibt, in Richtung Via San Giorgio erweitert. In denselben Jahren wurde die Fassade von Prospero Fontana mit Fresken versehen, die die Gründung von Rom darstellen, und das Innere wurde von Nicolò dell’Abbate dekoriert, der dort die „Niederlage des Tarquinio“ und einige Episoden aus dem „Rasenden Roland“ darstellte. Heute ist ein Teil dieses exzellenten Zyklus nahe der Pinacoteca Nazionale di Bologna erhalten.
Nach dem Aussterben der Familie Torfanini fiel das Anwesen 1647 an den Senator Achille Volta, danach an die Schwestern Benedetta und Amalia D’Este. Diese beauftragten 1732 Alfonso Torreggani mit dem Umbau des Palastes: Ihm ist die heutige Fassade zur Via Galliera zu verdanken. Die Vorhalle aus dem 16. Jahrhundert mit Rundbogenarkaden un Kreuzgewölben wurde von ihm erhalten. Darüber hinaus ließ der Architekt in Zusammenhang mit dem Hauptgeschoss hohe, elegante Fenster einbauen.
1779 wurde der Palast an den Kaufmann Giuseppe Fabbi Licci verkauft, der einige der Fresken enthüllte, die bei vorhergehenden Restaurierungen übertüncht worden waren. Diese wurden 1803 wieder übertüncht und 1924 von Guido Zucchini erneut entdeckt. Dessen Familie, der die Residenz schon seit dem 19. Jahrhundert gehörte, ist heute noch im Besitz des Palastes.